# رابین وارن
جان رابین وارن (به انگلیسی: John Robin Warren) (زاده ۱۱ ژوئن ۱۹۳۷ – درگذشته ۲۳ ژوئیه ۲۰۲۴) آسیب‌شناس اهل استرالیا و برنده جایزه نوبل فیزیولوژی و پزشکی در سال ۲۰۰۵ بود که به‌خاطر «کشف مجدد باکتری هلیکوباکتر پیلوری» به‌همراه بری مارشال، شناخته‌شده است.
رابین وارن در ۲۳ ژوئیه ۲۰۲۴، در سن ۸۷ سالگی درگذشت.